# Lo scienziato cattivo
Lo scienziato cattivo (Water, Water Every Hare) è un film del 1952 diretto da Chuck Jones. È un cortometraggio d'animazione della serie Looney Tunes, uscito negli Stati Uniti il 19 aprile 1952. Il corto ha una trama simile a quella de La lepre che drizza i capelli (1946), riportando in scena il personaggio di Gossamer, qui chiamato Rudolph. Il titolo originale è un gioco di parole sul verso "Water, water, every where" della poesia La ballata del vecchio marinaio di Samuel Taylor Coleridge. Nel 1988 alcune scene del corto furono inserite nel film di montaggio Daffy Duck's Quackbusters - Agenzia acchiappafantasmi. È stato distribuito anche coi titoli Sogni sott'acqua e, dal 1999, Incubo acquatico.

## Trama
A causa di una forte pioggia, la tana di Bugs Bunny si allaga e il coniglio (sempre addormentato sul suo materasso) finisce su un fiume. Uno scienziato cattivo lo vede dalla finestra del suo castello, e lo preleva per usare il suo cervello per dare vita a un robot gigante da lui creato. Bugs si sveglia e fugge via terrorizzato, così lo scienziato libera un mostro rosso e peloso di nome Rudolph perché lo catturi. Quando si imbatte in Rudolph, Bugs si finge un parrucchiere e gli fa una nuova pettinatura usando dei candelotti di dinamite come bigodini. Dopo l'esplosione, Rudolph insegue Bugs nella stanza dei prodotti chimici, in cui Bugs usa un liquido per scomparire e stordisce l'avversario, quindi lo rimpicciolisce con un liquido. Dopodiché Rudolph si ritira nella tana di un topo. Lo scienziato allora usa un altro liquido per far riapparire Bugs e gli tira un'ascia, che però colpisce una bottiglia di etere dietilico che droga entrambi. I due si inseguono al rallentatore finché Bugs non fa inciampare lo scienziato, che si addormenta. Bugs esce dal castello ma inciampa su una roccia e si addormenta anch'egli, atterrando in un ruscello che lo riporta direttamente nella sua tana allagata. Svegliatosi improvvisamente, crede di aver avuto un incubo, ma la comparsa del piccolo Rudolph su una barchetta a remi lo smentisce.

## Distribuzione

### Edizione italiana
Il corto arrivò in Italia direttamente in televisione negli anni ottanta. Il doppiaggio fu eseguito dalla Effe Elle Due e diretto da Franco Latini su dialoghi di Maria Pinto. Il corto fu poi ridoppiato dalla C.D.C. per la distribuzione nei cinema, l'11 settembre 1992, abbinato a Batman - Il ritorno. Nel 1999 il corto fu nuovamente ridoppiato dalla Angriservices Edizioni sotto la direzione di Renzo Stacchi su dialoghi di Giorgio Tausani per l'inclusione nella VHS Caccia al coniglio. In DVD è stato però incluso il primo doppiaggio.

### Edizioni home video

#### VHS
America del Nord
- Bugs Bunny: Truth or Hare (12 agosto 1992)
- Looney Tunes: The Collector's Edition Vol. 6 (1999)
- Bugs Bunny: Big Top Bunny (26 ottobre 1999)

Italia
- Batman - Il ritorno (ottobre 1993)
- Caccia al coniglio (settembre 1999)
- Bugs Bunny: Big Top Bunny (maggio 2000)

#### Laserdisc
- Looney Tunes After Dark (2 marzo 1993)

#### DVD
Il corto fu pubblicato in DVD-Video in America del Nord nel primo disco della raccolta Looney Tunes Golden Collection: Volume 1 (intitolato Best of Bugs Bunny) distribuita il 28 ottobre 2003; il DVD fu pubblicato in Italia il 2 dicembre 2003 nella collana Looney Tunes Collection, col titolo Bugs Bunny. In seguito è stato inserito anche nel secondo DVD della raccolta 50 cartoons da collezione - Looney Tunes della collana Il meglio di Warner Bros. (uscito in America del Nord il 25 giugno 2013 e in Italia il 5 dicembre) e nel DVD Looney Tunes Musical Masterpieces (uscito in America del Nord il 26 maggio 2015).